# مینا لوی
مینا لوی (انگلیسی: Mina Loy؛ ۲۷ دسامبر ۱۸۸۲ – ۲۵ سپتامبر ۱۹۶۶) هنرپیشه، شاعر و نویسنده بریتانیایی است.
از آثار او میتوان به مانیفست فمینیسم اشاره کرد.